# Coelomera olivieri
Coelomera olivieri es un coleóptero de la familia Chrysomelidae.
Fue descrita científicamente en 1886 por Jacoby.